# Ho Chi Minh City Metro
Ho Chi Minh City Metro er en metro i Vietnams største by Ho Chi Minh City.
Første etape af metroen Linje 1 åbnede den 22. december 2024.. Første etape af Line 2 er under konstruktion.